# Vidrafűfélék
A vidrafűfélék (Menyanthaceae) a fészkesvirágzatúak (Asterales) rendjébe tartozó növénycsalád. Az egész világon elterjedt öt nemzetség – a Menyanthes és a Nephrophyllidium az északi félgömbön, a Liparophyllum és a Villarsia a déli félgömbön található meg, míg a Nymphoides kozmopolita faj – mintegy 60-70 faja tartozik ide. Magyarországon a Menyanthes és a Nymphoides fordul elő. Vízinövények, illetve vizes élőhelyen élő növények. A vízi életmódhoz való alkalmazkodás jelei láthatóak a kúszó rizómából növő, egyszerű vagy tenyeresen osztott leveleiken (pl. a tündérrózsáknál is megfigyelhető szórt nyalábok). Az Asterales többi családjától megkülönbözteti a felső állású magház, valamint az, hogy nem fordul elő a megnyúlt bibeszálról a megporzó rovarok számára elérhető ún. másodlagos pollenkínálat jelensége – inulint viszont tartalmaznak.
A vízbe merülő tündérfátyolok levelei a víz felszínén úsznak, ernyedt fürt- vagy ernyős virágzatot támogatva. A többi nemzetségben a virágzat felálló, egy (pl. Liparophyllum) vagy sok virágból áll. A forrt szirmú, rovarok porozta virágok öttagúak, sárgák vagy fehérek. A párta csillószőrös vagy oldalszárnyakkal díszített. A termés tok.
A vidrafűfélék gazdasági jelentőségre vízi dísznövényekként tettek szert, a tündérfátyolfajok fordulnak elő leggyakrabban a kereskedelemben. A nem honos vízinövények termesztése miatt sok fajuk meghonosodott, illetve inváziós fajjá vált. A heterosztília (váltakozó hosszúságú porzó) a Liparophyllum-on kívül minden nemzetségben előfordul. A Nymphoides négy faja kétlaki.

## Rendszertan
A vidrafűféléket a molekuláris genetikai/filogenetikus alapú APG osztályozás a fészkesvirágzatúak (Asterales) rendjébe sorolja. Ez a sensu lato értelmezett Asterales korábban csak az Asteraceae-t foglalta magába. Így például a Cronquist-rendszer a burgonyavirágúakhoz (Solanales) sorolja, a Dahlgren-rendszer a somvirágúak (Cornales) közé. Borhidi Attila, továbbá Soó Rezsó rendszere a tárnicsfélék (Gentianaceae) családjában írja le, alcsalád (Menyanthoideae) szinten. Tahtadzsjánnál a Campanulanae főrend alatt a Menyanthaceae a Menyanthales rend egyetlen családjaként szerepel.

## Fordítás
- Ez a szócikk részben vagy egészben a Menyanthaceae című angol Wikipédia-szócikk ezen változatának fordításán alapul.  Az eredeti cikk szerkesztőit annak laptörténete sorolja fel. Ez a jelzés csupán a megfogalmazás eredetét és a szerzői jogokat jelzi, nem szolgál a cikkben szereplő információk forrásmegjelöléseként.